# 全国人民代表大会常务委员会法制工作委员会
全国人民代表大会常务委员会法制工作委员会（简称全国人大常委会法制工作委员会，俗称全国人大常委会法工委），是全国人民代表大会常务委员会设立的工作委员会，负责法制工作。

## 沿革
中共十一届三中全会之后，中共中央确定由全国人大常委会统筹立法工作。1979年1月，中央决定在全国人大常委会设立法制委员会。1979年2月23日，第五届全国人民代表大会常务委员会第六次会议决定设立全国人民代表大会常务委员会法制委员会。“法制委员会是一个规模大，规格高的机构，成员中包括了各方面的知名人士，……其中当时和以后担任副委员长、政协副主席的就有11人。这是一个有代表性和权威性的立法工作机构。”当时法制委员会内部设置法律室、政策研究室、办公室。1983年6月以后，法制委员会下辖办公室、刑法室、民法国家法室、经济法室、研究室共五个机构。1983年9月2日，第六届全国人民代表大会常务委员会第二次会议决定，将全国人民代表大会常务委员会法制委员会改成全国人民代表大会常务委员会法制工作委员会。
1985年，法工委设机关党委。1987年，民法国家法室分设为民法室、国家法行政法室。1995年，取消机关党委的设置。2004年5月，法工委设法规备案审查室，专门承担对行政法规、地方性法规、司法解释的具体审查研究工作，为全国人大常委会履行备案审查职责提供服务保障。2004年10月，国家法行政法室分设为国家法室、行政法室。
中华人民共和国立法规划工作体制经历过两次调整。九届全国人大及以前全国人大常委会的立法规划，由全国人大常委会秘书处负责。十届全国人大常委会期间的立法规划、立法计划的拟定工作调整由全国人大常委会办公厅负责。2007年3月，法工委扩编扩权，将原全国人大常委会办公厅秘书二局的拟定立法规划、立法计划的职能并入法工委，并撤销秘书二局，成立法工委的立法规划室。2011年，法工委成立社会法室。此后法工委下辖十个厅局级机构：办公室、刑法室、民法室、国家法室、行政法室、经济法室、研究室、法规备案审查室、立法规划室、社会法室。2018年10月，全国人大常委会法工委又新设宪法室。此外并设机关党委、机关纪委。
2020年6月23日，全国人大常委会法制工作委员会会同国务院港澳事务办公室、中央人民政府驻香港特别行政区联络办公室，在港举办了12场座谈会，听取香港社会各界对《中华人民共和国香港特别行政区维护国家安全法（草案）》的意见。国务院港澳办副主任张晓明、香港中联办主任骆惠宁、全国人大常委会法工委副主任张勇出席会议。

## 职责
全国人大常委会领导下开展有关法律案的起草、修改、研究及审议服务工作，全面承担常委会立法工作的规划、组织、协调、指导和服务职能，对报送备案的行政法规、地方性法规和司法解释进行合法性审查，承办宪法实施监督具体工作，为全国人大及其常委会行使国家立法权提供服务保障、当好参谋助手。具体有：
1. 受委员长会议委托，拟订有关法律方面的议案草案。
2. 承担推动宪法实施、开展宪法解释、推进合宪性审查、加强宪法监督、配合宪法宣传等方面的具体工作。
3. 负责制定本届全国人大常委会立法规划和年度立法计划工作。
4. 为全国人大和全国人大常委会审议法律草案服务。对提请全国人大和全国人大常委会审议的有关法律草案进行调查研究，征求意见，提供相关资料，提出修改建议稿；在法律草案交付表决前，负责法律用语的规范和文字方面的工作。
5. 对各省、自治区、直辖市人大常委会及中央和国家机关有关部门提出的有关法律方面问题的询问进行研究予以答复，同时报人大常委会备案。
6. 研究、处理并答复全国人大代表提出的有关立法工作的建议、批评和意见以及全国政协委员的有关提案。
7. 开展法规、司法解释的备案审查工作。
8. 进行与人大工作有关的法学理论、法制史和比较法学的研究。
9. 负责法工委发言人办公室日常工作，开展法制宣传，人权理论研究等工作。
10. 负责汇编、译审法律文献的有关工作。
11. 负责法律信息数据的开发、维护和管理工作。
12. 负责法工委党建和纪检工作。
13. 办理全国人大常委会领导交办的其他事项。

## 机构设置[10]
- 办公室
- 宪法室
- 立法规划室
- 刑法室
- 民法室
- 经济法室
- 国家法室
- 行政法室
- 社会法室
- 法规备案审查室
- 研究室
- 机关党委
- 机关纪委

## 组成人员
第五届
1979年2月23日第五届全国人民代表大会常务委员会第六次会议通过决定，成立全国人民代表大会常务委员会法制委员会，组成人员共80名：
- 主任：彭真
- 副主任：胡乔木、谭政、王首道、史良（女） 、安子文、杨秀峰、高克林、武新宇、陶希晋、沙千里
- 委员（按姓名笔划为序）：王之相、王从吾、王芸生、王昆仑、王建安、扎西旺徐、毛诚（女） 、丹彤、甘祠森、甘重斗、石林、叶笃义、白寿彝、邢亦民、戎子和、吕叔湘、庄希泉、刘春、刘复之、刘斐、刘镜西、许立群、芮沐、严信民、杜润生、李立、李波人、李金德、李焕昌、杨东莼、吴冷西、吴克坚、邱纯甫、沈鸿、宋养初、张苏、张稼夫、陈守一、陈此生、陈曾固、陳逸松 (律師)、茅以升、林亨元、季方、郑绍文、赵伯平、赵鹏飞、郝苏、荣毅仁、胡启立、胡愈之、费孝通、贺崇升、聂真、钱昌照、高文礼、曹冠群（女）、崔月犁、康永和、董其武、韩念龙、韩幽桐（女）、傅钟、谢鹤筹、雷任民、雷洁琼（女）、谭生彬、谭惕吾（女） 、薛暮桥

1979年11月29日第五届全国人民代表大会常务委员会第十二次会议任命：
- 兼秘书长并兼法律室主任：武新宇
- 第一副秘书长兼政策研究室主任：刘复之
- 副秘书长兼办公室主任：王汉斌

1980年4月16日第五届全国人民代表大会常务委员会第十四次会议任命：
- 副主任：张友渔、刘复之、顾明、王汉斌
- 委员（按姓名笔划为序）：石磊、李普、邹瑜、陈卓、项淳一、秦川、顾昂然、高西江
- 秘书长：王汉斌
- 副秘书长：邹瑜、项淳一

免去：
- 秘书长兼法律室主任：武新宇
- 第一副秘书长兼政策研究室主任：刘复之
- 副秘书长兼办公室主任：王汉斌

1981年6月10日第五届全国人民代表大会常务委员会第十九次会议接受辞职请求：
- 主任：彭真（副委员长兼）

任命：
- 主任：习仲勋（副委员长兼）

1981年9月10日第五届全国人民代表大会常务委员会第二十次会议任命：
- 副主任：周仁山、邹瑜、项淳一
- 委员：朱剑明

免去：
- 副秘书长：邹瑜、项淳一

1981年11月26日第五届全国人民代表大会常务委员会第二十一次会议任命：
- 副主任：宋汝棼

1982年5月4日第五届全国人民代表大会常务委员会第二十三次会议免去：
- 副主任：刘复之、邹瑜
- 委员：朱剑明[11]

第六届
1983年9月2日第六届全国人民代表大会常务委员会第二次会议决定将全国人民代表大会常务委员会法制委员会改成全国人民代表大会常务委员会法制工作委员会，任命： 
- 主任：王汉斌（兼）
- 副主任：宋汝棼、项淳一、裘劭恒、顾昂然、高西江
- 秘书长：顾昂然（兼）
- 副秘书长：岳祥、杨景宇

1985年1月21日第六届全国人民代表大会常务委员会第九次会议任命：
- 秘书长：岳祥
- 副秘书长：王著谦（女）

免去：
- 秘书长：顾昂然（兼）
- 副秘书长：岳祥

1985年3月21日第六届全国人民代表大会常务委员会第十次会议任命：
- 副主任：杨景宇

免去：
- 副秘书长：杨景宇

1985年9月6日第六届全国人民代表大会常务委员会第十二次会议任命：
- 副秘书长：张昕若

1986年1月20日第六届全国人民代表大会常务委员会第十四次会议任命：
- 副主任：邬福肇

1987年9月5日第六届全国人民代表大会常务委员会第二十二次会议任命：
- 顾问：高西江

免去：
- 副主任：高西江[4]

第七届
1988年9月5日第七届全国人民代表大会常务委员会第三次会议免去：
- 副主任：宋汝棼、项淳一、裘劭恒

1991年9月4日第七届全国人民代表大会常务委员会第二十一次会议免去：
- 副主任：杨景宇

任命：
- 副主任：卞耀武

1992年2月25日第七届全国人民代表大会常务委员会第二十四次会议任命：
- 副主任：乔晓阳、胡康生[4]

第八届
1993年7月2日第八届全国人民代表大会常务委员会第二次会议免去：
- 主任：王汉斌

任命：
- 主任：顾昂然

1993年12月29日第八届全国人民代表大会常务委员会第五次会议免去：
- 副主任：邬福肇

1994年5月12日第八届全国人民代表大会常务委员会第七次会议免去：
- 秘书长：岳祥
- 副秘书长：王著谦（女）

1997年7月3日第八届全国人民代表大会常务委员会第二十六次会议任命：
- 副主任：张春生[4]

第九届
（无任免）
第十届
2003年3月19日第十届全国人民代表大会常务委员会第一次会议免去：
- 主任：顾昂然
- 副主任：卞耀武、乔晓阳、张春生

任命：
- 主任：胡康生
- 副主任：李飞、王胜明

2003年8月27日第十届全国人民代表大会常务委员会第四次会议任命：
- 副主任：安建

2004年10月27日第十届全国人民代表大会常务委员会第十二次会议任命：
- 副主任：信春鹰（女）[4]

2007年4月27日第十届全国人民代表大会常务委员会第二十七次会议任命：
- 副主任：沈春耀

2008年2月28日第十届全国人民代表大会常务委员会第三十二次会议免去：
- 主任：胡康生

任命：
- 主任：李适时

第十一届
2008年12月27日第十一届全国人民代表大会常务委员会第六次会议免去：
- 副主任：沈春耀

任命：
- 副主任：郎胜[12]

2010年8月28日第十一届全国人民代表大会常务委员会第十六次会议免去：
- 副主任：安建[13]

2011年12月31日第十一届全国人民代表大会常务委员会第二十四次会议任命：
- 副主任：阚珂[14]

第十二届
2013年3月19日第十二届全国人民代表大会常务委员会第一次会议免去：
- 副主任：李飞

任命：
- 副主任：张荣顺[15]

2013年6月29日第十二届全国人民代表大会常务委员会第三次会议免去：
- 副主任：王胜明[16]

2013年10月25日第十二届全国人民代表大会常务委员会第五次会议任命：
- 副主任：郑淑娜（女）[17]

2015年7月1日第十二届全国人民代表大会常务委员会第十五次会议免去：
- 副主任：信春鹰（女）[18]

2016年2月26日第十二届全国人民代表大会常务委员会第十九次会议免去：
- 副主任：郎胜、阚珂

任命：
- 副主任：王超英、张勇、许安标[19]

2017年4月27日第十二届全国人民代表大会常务委员会第二十七次会议免去：
- 主任：李适时

任命：
- 主任：沈春耀[20]

第十三届
2018年6月22日第十三届全国人民代表大会常务委员会第三次会议免去：
- 副主任：张荣顺[21]

2018年8月31日第十三届全国人民代表大会常务委员会第五次会议免去：
- 副主任：郑淑娜（女）、王超英[22]

2018年12月29日第十三届全国人民代表大会常务委员会第七次会议任命：
- 副主任：武增（女）[23]

2019年1月30日第十三届全国人民代表大会常务委员会第八次会议任命：
- 副主任：李宁[24]

2021年8月20日第十三届全国人民代表大会常务委员会第三十次会议任命：
- 副主任：王瑞贺[25]

第十四届
2023年12月29日第十四届全国人民代表大会常务委员会第七次会议任命：
- 副主任：孙镇平

免去：
- 副主任：李宁、许安标[26]

2024年6月28日第十四届全国人民代表大会常务委员会第十次会议任命：
- 副主任：黄薇（女）[27]

2025年6月27日第十四届全国人民代表大会常务委员会第十六次会议免去：
- 副主任：武增